# Calea Ferată Pilat
Calea Ferată Pilat (în germană: Pilatusbahn, PB) este o cale ferată cu cremalieră care urcă la Alpnach la altitudinea de 2.106 de m pe Muntele Pilat din cantonul Obwalden, Elveția. Are o diferență de nivel de 1.629 m, realizată pe o distanță de 4,6 km linie îngustă (800 mm).
Linia a fost inaugurată la 4 iunie 1889 și din anul 1937 este electrificată. În orașele Lucerna și München se mai pot vedea, ca obiecte de muzeu, vagoane și locomotive cu aburi din acele vremuri.

## Descriere traseu

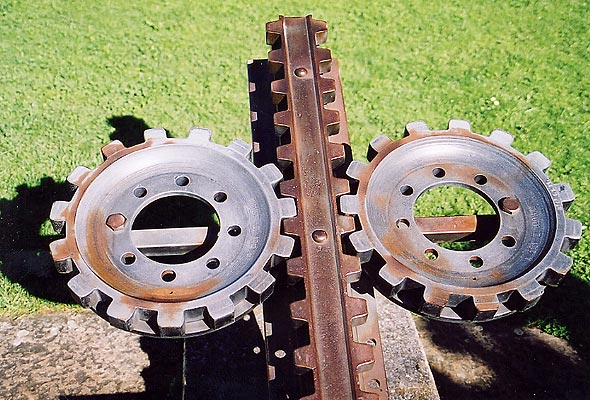
Sistemul de cremalieră Locher al Liniei Pilatus. Roțile dințate opuse împiedică deraierea laterală. Discurile de siguranță de sub roțile dințate împiedică „urcarea” peste linii.

Trenul circulă pe o linie lungă de 4,618 km cu ecartament îngust (800 mm) și are o diferență de altitudine de 1635 m. Înclinația maximă de 48% o face cea mai abruptă cale ferată cu cremalieră din lume.
Din cauza pericolului ca roata dințată să iasă din cremalieră la cremalierele cu angrenare verticală, Eduard Locher a dezvoltat o cremalieră cu angrenare laterală special pentru această pistă (sistem de roată dințată Locher). Din cauza acestei cremaliere, utilizarea punctelor clasice de macaz nu este posibilă, în schimb se folosesc platforme de transfer prin translație.
Odată cu adăugarea orarului de vară din 2006, datorită modernizării cu platforma de translație, Ämsigen a fost clasificat ca stație care poate fi folosită în mod regulat de către turiști.

## Galerie foto

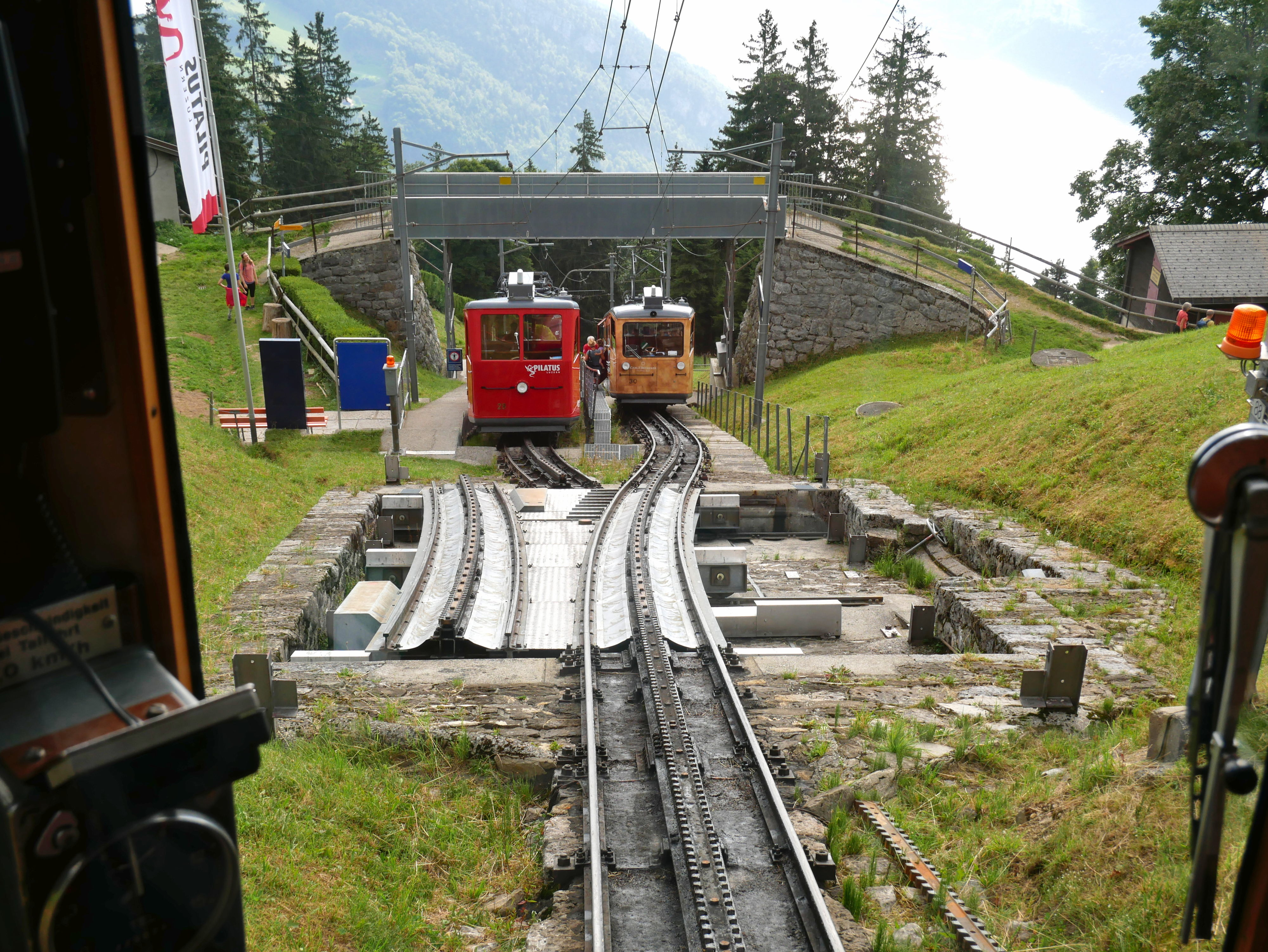
Trenuri care se intersectează în gara Ämsingen și macazul de translaţie al acesteia
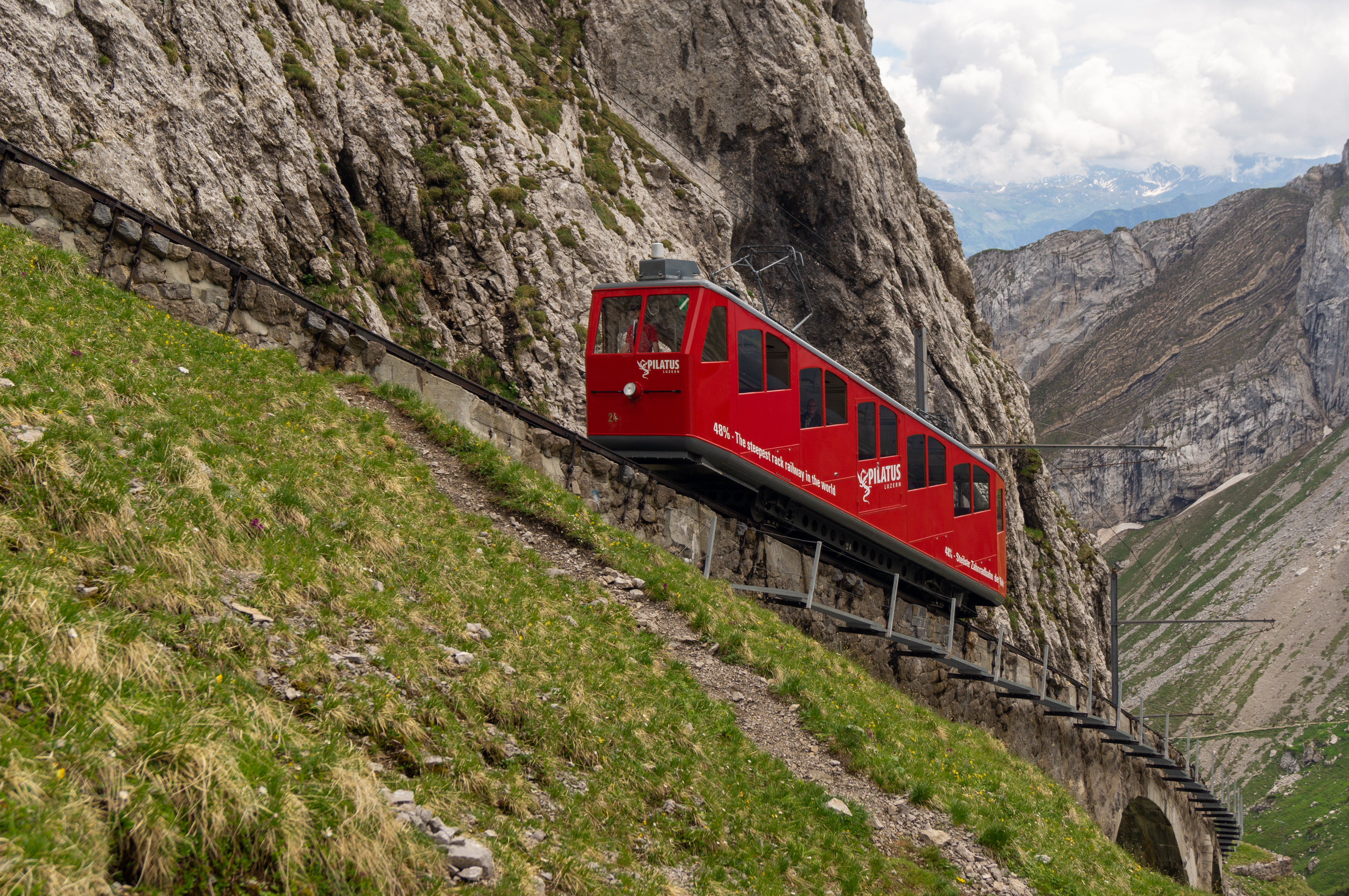
Un tren al căii ferate cu cremalieră Pilatus urcă muntele